# Gaio Cestio Gallo (console 35)
Gaio Cestio Gallo (in latino: Gaius Cestius Gallus; 20 a.C. circa – dopo il 35) è stato un magistrato romano, console dell'Impero romano.

## Biografia
La gens Cestia cui apparteneva Gallo non ha origini chiare: poiché essa è attestata diffusamente a Praeneste, ma anche in molte altre regiones, in Sicilia e in Africa, è possibile forse ridurre l'ambito al solo Lazio, o forse anche alla Campania.
Della carriera di Gallo ben poco è noto: è altamente improbabile che sia da correggere ad indicare lui il vecchio libidinoso Sestio Gallo citato da Svetonio. Tacito fa un bel ritratto di Gallo come un senatore che, nei primi mesi del 21, seppe destreggiarsi tra l'ossequio per i principes e il buon senso comune, citando un suo discorso contro coloro, come Annia Rufilla, che compivano misfatti e offese senza temere ripercussioni solo perché portavano con sé ritratti del princeps da poter usare come catalizzatori di accuse di maiestas contro chi li accusasse dei loro reati:
(Tacito, Annales, III, 36, 1-3.)
La denuncia di Gallo spinse altri senatori a denunciare fatti simili e peggiori, e il console Druso a far chiamare Rufilla, constatarne la colpevolezza e farla rinchiudere nella prigione comune.
Tuttavia, Tacito depreca che i tempi, peggiorando, possono trascinare nel fango anche grandi uomini, proprio come Gallo: nel 32, questi infatti, su istigazione di Tiberio, fu spinto a denunciare per complicità con il decaduto prefetto del pretorio Seiano Quinto Serveo, ex-pretore e compagno in Oriente di Germanico, per il quale aveva assunto l'accusa contro Gneo Calpurnio Pisone nel 20, e il cavaliere Minucio Termo, ricoprendo il ruolo di loro accusatore e facendoli condannare, dando il via ad una ridda di altre denunce. La denominazione che Tacito usa per riferirsi a Gallo in questa occasione, ossia C. Cestium patrem (in alcune edizioni emendato erroneamente in praetorem) implica che il figlio fosse già presente in senato nel 32.
A parte queste comparse nella narrazione tacitiana, l'unico incarico noto di Gallo è il suo consolato, ricoperto come homo novus ad un'età piuttosto avanzata: Gallo assunse la carica come console ordinario del 35 accanto a Marco Servilio Noniano, mantenendo l'incarico fino a giugno e venendo sostituito a luglio dalla coppia di suffetti composta da Decimo Valerio Asiatico e Aulo Gabinio Secondo. Il consolato di Gallo e Serviano assistette alle trame dei nobili parti contro il re Artabano e importanti azioni militari in Siria; il suicidio di Lucio Fulcinio Trione e di Marco Granio Marciano e la condanna a morte di Tario Graziano; le morti di Tito Trebellieno Rufo e di Sestio Paconiano.
Dopo il suo consolato, Gallo scompare dalla storia, ma è sicuramente noto suo figlio, l'omonimo Gaio Cestio Gallo, che, già in senato nel 32, dovette sfruttare la nuova nobiltà della famiglia ottenuta con il consolato del padre e raggiungere la massima carica romana, ricoperta come suffetto nel 42, ad un'età piuttosto precoce per una famiglia plebea.